# Alexandr Zaichikov
Alexandr Zaichikov (n. 17 august 1992, Minsk, Belarus) este un halterofil ce a reprezentat Kazahstan, medaliat olimpic. A participat la 2 ediții ale Jocurilor Olimpice (2012, 2016) în care a câștigat o medalie de bronz.